# Atletismo nos Jogos Pan-Americanos de 1983 - Salto em altura masculino
A prova do salto em altura masculino nos Jogos Pan-Americanos de 1983 foi realizada em Havana, Cuba.

## Medalhistas
| Ouro                    | Prata                           | Bronze                     |
| Juan Centelles CUB Cuba | Leo Williams USA Estados Unidos | Jorge Luis Alfaro CUB Cuba |

## Resultados
| Posição           | Nome               | Nacionalidade      | Marca | Notas |
| ----------------- | ------------------ | ------------------ | ----- | ----- |
| Medalha de ouro   | Juan Centelles     | CUB Cuba           | 2.29  |       |
| Medalha de prata  | Leo Williams       | USA Estados Unidos | 2.27  |       |
| Medalha de bronze | Jorge Luis Alfaro  | CUB Cuba           | 2.25  |       |
| 4                 | James Barrineau    | USA Estados Unidos | 2.23  |       |
| 5                 | Alain Metellus     | CAN Canadá         | 2.21  |       |
| 6                 | Carlos Acosta      | PUR Porto Rico     | 2.14  |       |
| 7                 | Fernando Pastoriza | ARG Argentina      | 2.14  |       |
| 8                 | Oscar Orta         | VEN Venezuela      | 2.05  |       |